# Hof van Holland

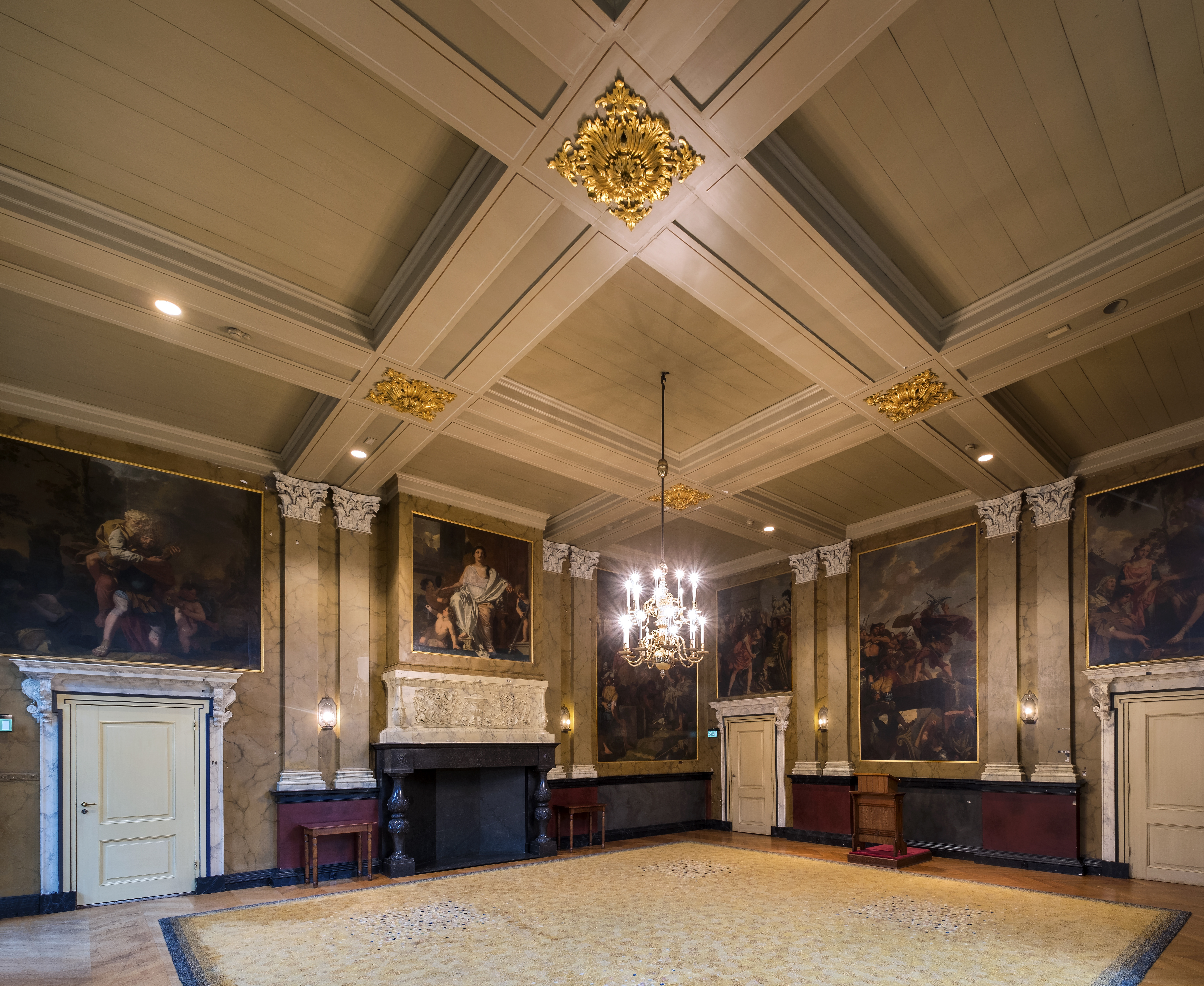
De civiele raadkamer van het Hof van Holland (onderdeel van het Grafelijke Zalen aan het Binnenhof), ook wel de Lairessezaal genoemd. De wandschilderingen van Gerard de Lairesse vertonen een interessante juridische iconografie.

Het Hof van Holland, ook wel Raad van Holland of Hof van Holland, Zeeland (en West-Friesland) genoemd, was een instelling met voornamelijk raadslieden die de landsheer, de graaf van Holland bijstond bij het uitoefenen van zijn gezag in het graafschap Holland. In specifieke zin wordt deze naam ook gebruikt voor het hoogste gerechtshof in het graafschap Holland.

## De Raad
Bij bijna alle uitoefenaars van gezag in Europa is het bekend dat ze werden bijgestaan door raadslieden. Deze raadslieden werden aangeduid als de Raad. Deze raad had een tijdelijk karakter in zoverre dat hij alleen bijeenkwam op verzoek van de heer. Hij was in zoverre permanent dat iedereen wist dat hij bestond en men niet om de raad heen kon. Afhankelijk van tijd en plaats en persoonlijkheid van de heer had een raad meer of minder macht. In het graafschap Holland had de Raad over het algemeen redelijk wat macht. In Spanje had de raad van de koning veel minder macht. De historische verschillen van de gebieden liggen hieraan ten grondslag en dat leidde in de 16e eeuw tot een conflict tussen de Nederlanden en de koning van Spanje. Bij een conflict in de Zeevang in dezelfde eeuw waren Jacob van Quesnoy en Jehan Purtyck, respectievelijk als raad en secretaris, betrokken; zoals blijkt in het Verslag dijkinspectie Noord-Holland in 1567.

## Raad van Holland
Voor de Raad van Holland dienden zaken die niet door andere rechtbanken konden worden berecht, bijvoorbeeld misdrijven tegen het land of de landsheer, zware criminele misdrijven en zaken van edelen, steden en geestelijken. We moeten dit ook zien als berechting door gelijken. Mensen van een bepaalde stand konden alleen door leden van dezelfde stand berecht worden. Omdat de heer het hoogste gezag was, kwam het voor hem en zijn raad. In sommige gevallen was om die laatste reden ook appel mogelijk, wat wij tegenwoordig hoger beroep noemen.

## Hof van Holland

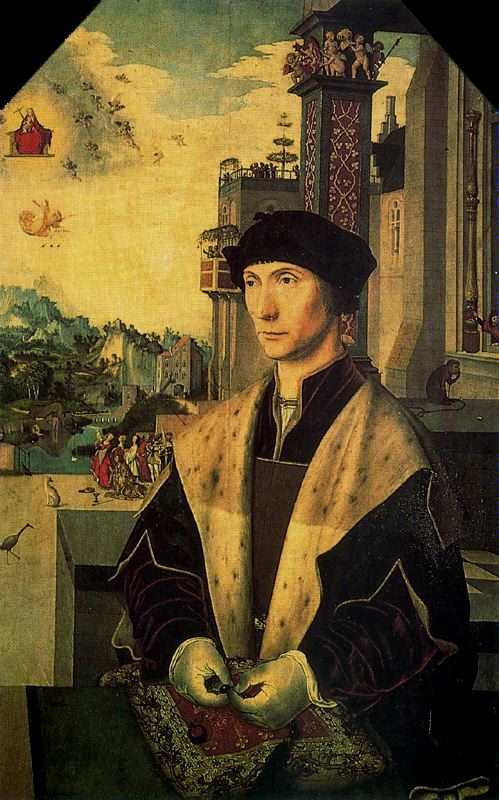
Portret van Abel van der Coulster (Jan Mostaert, ca. 1510-1515, Koninklijke Musea voor Schone Kunsten, Brussel). Abel van der Coulster (ca. 1468-1540) was raadslid aan het Hof van Holland.

De Zoen van Delft van 1428 zorgde ervoor dat de tijdelijke raad werd omgevormd tot een permanente raad van negen leden. De voorzitter van het hof was de heer of zijn plaatsvervanger, de stadhouder. Eind 15e eeuw kwamen er permanente voorzitters voor de rechtbank. Een van de bekendste voorzitters was Nicolaas Everaerts, die dit hof tussen 1510 en 1528 voorzat. Antonis Slicher was sedert 1686 raadsheer in het Hof van Holland hetgeen hij meer dan vijftig jaar zou blijven, tot 19 februari 1745 waarna hij in die functie werd opgevolgd door zijn zoon Wigbold.
Enkele jaren na de Zoen van Delft werd de rekenkamer afgesplitst van het Hof.

## Veranderende rol
Na de Eerste Vrije Statenvergadering van 1572 namen de Staten van Holland het bestuur over van de toenmalige graaf, Filips II. Het nam de bestuurlijke rol over van het hof, dat nog tot ver in de zestiende eeuw politieke bevoegdheden hield, maar zich steeds meer beperkte tot gerechtelijke aangelegenheden.

## Beroepsinstelling
Tegen een arrest van het Hof van Holland kon men in beroep gaan bij het Parlement van Mechelen (1473-1477), later bij de Grote Raad van Mechelen. Na de afscheiding werd een eigen beroepsinstelling opgericht, de Hoge Raad van Holland, Zeeland en West-Friesland.

## Opheffing
Bij de invoering van de Franse rechterlijke organisatie werd per 1 maart 1811 het Hof van Holland opgeheven, evenals de andere bestaande gerechtelijke instanties. Aan het bijna vier eeuwen lange bestaan van het oudste rechtscollege van Nederland kwam hiermee een einde.